# Gottfried Lochbrunner
Gottfried Lochbrunner (* 12. Januar 1848 in Laufenburg, Kanton Aargau; † 3. August 1913 in Zürich) war ein Schweizer Pianist, Komponist, Pädagoge und Autor.

## Leben und Werk
Lochbrunner studierte am Lehrerseminar Wettingen und war ein Schüler des Musiklehrers und Dirigenten Johann Heinrich Breitenbach (1809–1866). Als Lehrer und Organist unterrichtete Lochbrunner ab 1866 in Kaiserstuhl. Es folgten Studienaufenthalte in Lausanne und Genf. Von 1872 bis 1898 war Lochbrunner Musiklehrer an der «École supérieure in Montreux» und gründete die «Société chorale». Ab 1877 war er vorübergehend Schüler des Konservatoriums Zürich und unterrichtete dort ab 1898 auch als Klavierlehrer. Am Konservatorium unterrichtete später auch sein Sohn Ernst Lochbrunner (1874–1923), der nach 1900 als einer der erfolgreichsten zeitgenössischen Pianisten galt und ein Schüler von Eugen d’Albert und Ferruccio Busoni war.
Lochbrunner verfasste zahlreiche musikwissenschaftliche Artikel für die Schweizerische Musikzeitung und für die Neue Zürcher Zeitung. Zum 25-jährigen Bestehen des Konservatoriums Zürich schrieb er 1901 die Festschrift und veröffentlichte 1914 eine Biografie über Ignaz Heim im Neujahrsblatt der Allgemeinen Musikgesellschaft Zürich.
Bei den Eidgenössischen Sängerfesten 1893, 1899 und 1905 amtete Gottfried Lochbrunner als Kampfrichter.